# Gloria (chanson d'Umberto Tozzi)
Singles de Umberto Tozzi
Alleluia se
(1979) Stella Stai
(1980)
Pour les articles homonymes, voir Gloria.
Gloria est une chanson d'Umberto Tozzi, parue sur l'album du même nom en 1979 et ultérieurement publiée sous le format d'un single. La chanson connaît le succès dans les pays anglophones grâce à une adaptation en anglais interprétée par Laura Branigan en 1982, et dans les pays francophones dans une  version française interprétée par Sheila sous le titre Glori Gloria.

## Version de Laura Branigan
Singles de Laura Branigan
All Night with Me Solitaire

### Sortie et accueil
Elle sort son premier album, Branigan, en 1982. Sur cet album figure Gloria, chanson qui sera un tube en Italie — il faut dire que ce titre est une reprise du chanteur italien Umberto Tozzi —, avant de devenir un succès international l'année suivante quand il sera repris sur la bande originale du film d'Adrian Lyne Flashdance.

### Les Blues de Saint-Louis
Les Blues de Saint-Louis, de la Ligue nationale de hockey (LNH), ont commencé à utiliser la reprise de Branigan comme hymne de la victoire non officiel après avoir établi un record d'équipe avec 11 victoires consécutives lors de la saison 2018-2019. Le 6 janvier, deux coéquipiers des Blues étaient dans un bar avec un DJ et, selon le défenseur Joel Edmundson, « un gars a regardé le DJ et lui a dit : Continuez à jouer Gloria !, alors ils ont continué à la jouer. Tout le monde se levait et se mettait à chanter et à danser. On s'asseyait tranquillement et on regardait ça. C'est là qu'on a décidé de jouer la chanson après nos victoires. »
Le lendemain, le gardien Jordan Binnington effectuait son premier début de match pour les Blues cette saison-là et remportait le match par blanchissage,. La chanson était jouée à l'Enterprise Center chaque fois que les Blues gagnaient un match de la saison, ce qui donnait lieu à « Play Gloria ! » devenant à la fois un mème et un chant de victoire pour les fans des Blues.
Gloria est réapparu dans le classement des singles iTunes grâce à la tendance, atteignant la troisième place après que les Blues ont remporté la Coupe Stanley,. À la suite du parcours des Blues durant le championnat, Gloria est également réintégré dans le classement Billboard, atterrissant à la 46e place du classement des ventes de chansons numériques pour la semaine du 22 juin 2019.

## Liste des titres
| 1. | Gloria       | 4:50 |
| 2. | Living a Lie | 3:41 |

| 1. | Gloria (Extended version) | 5:53 |
| 2. | Living a Lie              | 3:41 |

| 1. | Gloria                   | 4:50 |
| 2. | I Wish We Could Be Alone | 3:18 |

## Classements

### Umberto Tozzi
| Classement (1979-80)                   | Meilleure place |
| -------------------------------------- | --------------- |
| Suisse (Schweizer Hitparade)           | 1               |
| Allemagne (Media Control AG)           | 8               |
| Autriche (Ö3 Austria Top 40)           | 4               |
| Pays-Bas (Single Top 100)              | 29              |
| Pays-Bas (Nederlandse Top 40)          | 21              |
| Belgique (Flandre Ultratop 50 Singles) | 5               |
| France (TopFrance)                     | 4               |
| Italie (FIMI)                          | 2               |
| Afrique du Sud (Springobok Charts)     | 7               |

### Laura Branigan
| Classement (1982/1983)                 | Meilleure position |
| -------------------------------------- | ------------------ |
| Australie (Kent Music Report)          | 1                  |
| Belgique (Flandre Ultratop 50 Singles) | 32                 |
| Canada (RPM Singles Chart)             | 1                  |
| Irlande (IRMA)                         | 4                  |
| Nouvelle-Zélande (RMNZ)                | 6                  |
| Afrique du Sud (Springbok Charts)      | 9                  |
| Royaume-Uni (Official Charts Company)  | 6                  |
| États-Unis (Cashbox Top Singles)       | 1                  |
| États-Unis (Billboard Hot 100)         | 2                  |